# Maxwell Woledzi
Maxwell Woledzi (* 2. Juli 2001 in Nima, Accra) ist ein ghanaischer Fußballspieler. Er spielt seit Juli 2023 in der norwegischen Eliteserie beim Pokalsieger von 2024 Fredrikstad FK.

## Karriere
Woledzi begann seine Karriere in der renommierten Right to Dream Academy in Ghana, bevor er 2019 zum dänischen Klub FC Nordsjælland wechselte. Dort absolvierte er zwischen 2019 und 2021 dreizehn Partien für die U19. Er gab sein Debüt in der dänischen Superliga am 9. Juli 2020 im Alter von 19 Jahren als er in der Startelf beim Auswärtsspiel gegen Brøndby IF stand, das mit 0:4 verloren ging. Insgesamt absolvierte er 28 Spiele für die erste Mannschaft in der Superliga und erzielte dabei ein Tor.
Im Juni 2022 wechselte Woledzi zum portugiesischen Klub Vitória Guimarães, wo er zunächst in der B-Mannschaft eingesetzt wurde. In der Saison 2022/23 kam er auf 13 Einsätze in der Liga 3, der dritthöchsten Spielklasse Portugals. Obwohl er mit der ersten Mannschaft trainierte, blieb ihm ein Einsatz in der Primeira Liga verwehrt.
Im Juli 2023 unterschrieb Woledzi einen Vertrag bis 2026 beim norwegischen Klub Fredrikstad FK, der damals in der zweithöchsten Spielklasse, der 1. Division spielte. Sein Debüt für Fredrikstad gab er am 4. August 2023 beim 2:1-Auswärtssieg gegen Skeid Oslo. In der Saison 2023 absolvierte er 15 Ligaspiele und trug maßgeblich zum Aufstieg des Vereins in die Eliteserie bei.
In der Erstligasaison 2024 entwickelte sich Woledzi zu einer festen Größe in der Defensive von Fredrikstad FK. Er bestritt alle 29 Ligaspiele über die volle Distanz, eines verpasste er aufgrund einer Gelbsperre, und trug entscheidend zur Stabilität der Abwehr bei. Seine Leistungen wurden durch den Gewinn des norwegischen Pokals 2024 gekrönt. Im Pokalwettbewerb absolvierte er sechs Spiele, darunter das Finale gegen Molde FK, das Fredrikstad nach einem 0:0 in der regulären Spielzeit mit 5:4 im Elfmeterschießen gewann.